# 봉서초등학교
봉서초등학교(鳳西初等學校)는 대한민국 전북특별자치도 완주군 봉동읍에 위치한 공립 초등학교이다.

## 학교 연혁
- 1943년 5월 11일: 봉서국민학교 개교
- 1982년 3월 9일: 봉서국민학교 병설유치원 개원
- 1996년 3월 1일 봉서초등학교로 개칭
- 2008년 3월 1일: 봉서유치원 단설분리
- 2018년 2월 9일: 제 70회 졸업(총 6209명)
- 2018년 3월 1일: 55학급 (1447명)

## 참고 자료
- 봉서초등학교 - 한국교육학술정보원 학교알리미